# Żurawlówka
Żurawlówka – wieś sołecka w Polsce położona w województwie mazowieckim, w powiecie łosickim, w gminie Huszlew. Obok miejscowości przepływa niewielka rzeka Złota Krzywula, dopływ Krzny.
W latach 1975–1998 miejscowość administracyjnie należała do województwa bialskopodlaskiego.
Miejsce urodzenia błogosławionego katolickiego, ks. Zygmunta Sajny.
Wierni Kościoła rzymskokatolickiego należą do parafii św. Antoniego Padewskiego w Huszlewie.